# Macrosamanea macrocalyx
Macrosamanea macrocalyx é uma espécie vegetal da família Fabaceae.
Apenas pode ser encontrada no Brasil.